# Megachile compacta
Megachile compacta är en biart som beskrevs av Smith 1879. Megachile compacta ingår i släktet tapetserarbin, och familjen buksamlarbin. Inga underarter finns listade i Catalogue of Life.